# Ambassade de France au Nigeria
L'ambassade de France au Nigeria est la représentation diplomatique de la République française auprès de la république fédérale du Nigeria. Elle est située à Abuja, la capitale du pays, et son ambassadeur est, depuis 2024, Marc Fonbaustier.

## Ambassade
L'ambassade est située au 37 rue Udi Hills, à Abuja, à deux pas du terrain de golf, dans le quartier de Maitama. Elle accueille aussi une section consulaire.

## Histoire
Auparavant située à Lagos, la capitale économique du Nigeria, l'ambassade de France a été transférée en 2000 vers Abuja où elle occupe toujours un site temporaire en attente de la construction de son site définitif. Elle abrite au dernier étage la Résidence de France.
Emmanuel Macron a effectué en 2004 son stage de l'ENA à l'ambassade de France au Nigeria.

## Ambassadeurs
| De   | À    | Ambassadeur                         |
| ---- | ---- | ----------------------------------- |
| 1960 | 1961 | Raymond Offroy                      |
| 1961 | 1966 | Rupture des relations diplomatiques |
| 1966 | 1970 | Marc Barbey                         |
| 1970 | 1975 | André Roger                         |
| 1975 | 1977 | Pierre Carraud                      |
| 1977 | 1982 | Yves Plattard                       |
| 1982 | 1986 | Michel Drumetz                      |
| 1986 | 1989 | Jacques Thibau                      |
| 1989 | 1992 | Jacques Laureau                     |
| 1992 | 1996 | Pierre Garrigue-Guyonnaud           |
| 1996 | 2001 | Philippe Peltier                    |
| 2001 | 2003 | Jean-Marc Simon                     |
| 2003 | 2007 | Yves Gaudeul                        |
| 2007 | 2011 | Jean-Michel Dumond                  |
| 2011 | 2015 | Jacques Champagne de Labriolle      |
| 2015 | 2018 | Denys Gauer                         |
| 2018 | 2021 | Jérôme Pasquier                     |
| 2021 | 2024 | Emmanuelle Blatmann                 |
| 2024 | auj. | Marc Fonbaustier                    |

## Consulats
Outre la section consulaire d'Abuja, il existe un consulat général de France, basé à Lagos, responsable de l’administration et de la protection de la communauté française implantée dans la moitié sud du pays.

### Communauté française
Au 31 décembre 2016, 1 594 Français sont inscrits sur le registre consulaire au Nigeria.
| 2001  | 2002  | 2003  | 2004  |
| ----- | ----- | ----- | ----- |
| 1 315 | 1 328 | 1 299 | 1 324 |

| 2005  | 2006  | 2007  | 2008  |
| ----- | ----- | ----- | ----- |
| 1 557 | 2 023 | 1 625 | 1 666 |

| 2009  | 2010  | 2011  | 2012  |
| ----- | ----- | ----- | ----- |
| 1 663 | 1 699 | 1 826 | 1 851 |

| 2013  | 2014  | 2015  | 2016  |
| ----- | ----- | ----- | ----- |
| 1 674 | 1 732 | 1 678 | 1 594 |

### Circonscriptions électorales
Depuis la loi du 22 juillet 2013 réformant la représentation des Français établis hors de France avec la mise en place de conseils consulaires au sein des missions diplomatiques, les ressortissants français du Nigeria élisent pour six ans un conseiller consulaire. Ce dernier a trois rôles : 
1. il est un élu de proximité pour les Français de l'étranger ;
2. il appartient à l'une des quinze circonscriptions qui élisent en leur sein les membres de l'Assemblée des Français de l'étranger ;
3. il intègre le collège électoral qui élit les sénateurs représentant les Français établis hors de France.

Pour l'élection à l'Assemblée des Français de l'étranger, le Nigeria appartenait jusqu'en 2014 à la circonscription électorale de Lomé, comprenant aussi le Bénin, le Ghana et le Togo et pourvoyant deux sièges. Le Nigeria appartient désormais à la circonscription électorale « Afrique centrale, australe et orientale » dont le chef-lieu est Libreville et qui désigne cinq de ses 37 conseillers consulaires pour siéger parmi les 90 membres de l'Assemblée des Français de l'étranger.
Pour l'élection des députés des Français de l’étranger, le Nigeria dépend de la 10e circonscription.